# 松浦啓一 (魚類学者)
松浦 啓一（まつうら けいいち、1948年8月- ）は、日本の魚類学者、国立科学博物館名誉研究員。第18代・第20代日本魚類学会会長。

## 略歴
東京都生まれ。1971年東京水産大学増殖学科卒業。1973年北海道大学大学院水産学研究科修士課程を修了。1978年同大学院博士課程修了、水産学博士 「Phylogenetic studies of the superfamily Balistoidea, with the taxonomy of the species found around Japan and its adjacent waters(モンガラカワハギ上科魚類の系統類および日本近海の本上科魚類の分類に関する研究) 」。
1979年より国立科学博物館動物研究部研究官。以後、主任研究官、室長、部長などを歴任。1995年より東京大学大学院理学系研究科助教授を兼任し、2003年より同研究科教授。2013年定年退官。昭和記念筑波研究資料館長。
研究分野は、真骨魚類の系統や分類、分布など。
モンガラカワハギ科とカワハギ科の2科からなるモンガラカワハギ上科の系統類縁関係について詳しく調べている。
日本魚類学会長在任中に、鈴木俊一環境大臣へユニマット不動産による西表島の浦内川河口付近でのリゾート開発の中断と環境影響評価の実施を求める要望書を提出している。1997年から2000年まで日本学術会議研究連絡委員、2014年から2020年まで同連携会員。
2025年、第35回南方熊楠賞（自然科学の部）受賞。

## 著書
- 『動物分類学』東京大学出版会、2009年。
- 『したたかな魚たち』角川新書、2017年。
- 『日本産フグ類図鑑』東海大学出版部、2017年。
- 『ま～るい魚図鑑』エクスナレッジ、2020年。
- 『けなげな魚図鑑：日本の魚はたくましい！』エクスナレッジ、2020年。

### 共編著・監修
- 『魚の自然史 水中の進化学』宮正樹共編著 北海道大学図書刊行会 1999
- 『虫の名、貝の名、魚の名 和名にまつわる話題』青木淳一,奥谷喬司共編著 東海大学出版会 2002
- 『小学館の図鑑・魚』井田齊共監修・執筆,藍澤正宏[ほか]指導・執筆 小学館 2003
- 『魚の形を考える』編著 東海大学出版会 2005
- 『図解雑学魚の不思議 オールカラー』監修 ナツメ社 2006
- 『標本の世界』編著 東海大学出版会 2010
- 『黒潮の魚たち』編著 東海大学出版会 叢書・イクチオロギア 2012
- 『大都会に息づく照葉樹の森 自然教育園の生物多様性と環境』濱尾章二共編 東海大学出版会 国立科学博物館叢書 2013
- 『標本学 自然史標本の収集と管理』編著 東海大学出版会 (国立科学博物館叢書 2014
- 『毒魚の自然史 毒の謎を追う』長島裕二共編著 北海道大学出版会 2015
- 『世界の美しい魚』監修 パイインターナショナル 2013
- 『回転寿司になれる魚図鑑』監修 主婦の友社 2018

### 翻訳
- Andrew Campbell, John Dawes編『シリーズ<海の動物百科> 魚類』監訳　朝倉書店 200
- 『知られざる動物の世界 12　ナマズのなかま』朝倉書店 2013